# Mycetophila propinqua
Mycetophila propinqua är en tvåvingeart som beskrevs av Walker 1848. Mycetophila propinqua ingår i släktet Mycetophila och familjen svampmyggor. Inga underarter finns listade i Catalogue of Life.